# Adolfo Cambridge, I marchese di Cambridge
Adolfo Cambridge (nato di Teck), I marchese di Cambridge (Kensington Palace, 13 agosto 1868 – Shrewsbury, 24 ottobre 1927) era un membro della famiglia reale britannica e un fratello minore della regina Maria, la consorte di re Giorgio V. Nel 1900, succedette a suo padre come Duca di Teck nel Regno di Württemberg. Egli rinunciò ai suoi titoli tedeschi nel 1917 per diventare Marchese di Cambridge.

## Infanzia
Era il figlio di Francesco, Duca di Teck, il figlio maggiore del duca Alessandro di Württemberg e Claudine Rhédey von Kis-Rhéde (creata contessa von Hohenstein). Sua madre era Maria Adelaide di Cambridge, la figlia minore delprincipe Adolfo, duca di Cambridge, e una nipote di Giorgio III del Regno Unito. Adolfo fu designato Sua Altezza Serenissima Principe Adolfo di Teck alla nascita. In famiglia veniva chiamato "Dolly".

## Carriera militare
Fu un ufficiale di cavalleria, seguendo le orme di suo padre, di entrambi i suoi nonni e di suo zio materno. Fu educato al Wellington College nel Berkshire, prima di entrare nella Royal Military Academy Sandhurst. All'età di 19 anni, si unì ai 17th Lancers, il reggimento di suo zio materno, Il Duca di Cambridge, che fu commendatore in capo dell'esercito britannico dal 1856-1895. Fu promosso a tenente nel 1893 e trasferito al 1st Life Guards come capitano nel 1895.

## Matrimonio
Sposò, il 12 dicembre 1894, a Eaton Hall, Lady Margaret Evelyn Grosvenor (9 aprile 1873–27 marzo 1929), figlia di Hugh Grosvenor, I duca di Westminster. Ebbero quattro figli:
- George Cambridge, II marchese di Cambridge (11 ottobre 1895–16 aprile 1981);
- principessa Mary (12 giugno 1897–23 giugno 1987), sposò Henry Somerset, X duca di Beaufort;
- principessa Helena (23 ottobre 1899–22 dicembre 1969), sposò il Colonnello John Evelyn Gibbs;
- principe Frederick (23 settembre 1907–30 maggio 1940).

## Duca di Teck e successiva Carriera militare
Nel gennaio 1900, Adolfo succedette a suo padre come Duca di Teck.
Il nuovo Duca prestò servizio militare con il suo reggimento durante la guerra boera all'epoca era un ufficiale di trasporto nella Household Cavalry. Poi fu addetto militare britannico a Vienna dal 1904 al 1910, ritirandosi al rango di tenente colonnello.
Con un Order in Council datato 9 giugno 1911, suo cognato Re Giorgio V, come un dono per celebrare la sua propria incoronazione, concesse a suo cugino la designazione di Sua Altezza, che faceva eco al dono della nonna del Re, la regina Vittoria, al padre del Duca.
Fu nominato Colonnello Onorario dell'VIII Battaglione, London Regiment, noto come Post Office Rifles nel 1912, abbandonando la posizione nel 1923.
Nel 1914 fu nominato Governatore Generale e Gran Connestabile del Castello di Windsor.
Con lo scoppio della prima guerra mondiale, tornò in servizio attivo, ricoprendo dapprima la segreteria militare provvisoria al War Office e poi come segretario militare del comandante in capo dei corpi di spedizione britanniche (B.E.F.) in Francia, Sir Douglas Haig, con il rango di generale di brigata. Ricevette da parte delle nazioni alleate l'Ordine della Stella di Romania, il belga Ordine di Leopoldo e la Croix de guerre, e la Legion d'onore francese
Anche se idolatrato durante la sua vita come un "principe-soldato", i documenti rilasciati nel 1998, minano questa valutazione, in quanto hanno rivelato che egli aveva trascorso gran parte della prima guerra mondiale di fronte a una serie di medici dell'esercito per richiedere congedo per malattia. Fu messo a mezza paga nel luglio del 1916, e gli fu ritirata la paga nel 1919.

## Marchese di Cambridge
Durante la prima guerra mondiale, il sentimento antitedesco nel Regno Unito portò il cognato di Teck Re Giorgio V a cambiare il nome della Casata Reale dal tedesco Casato di Sassonia-Coburgo-Gotha a quello dal suono più inglese di Casato di Windsor. Il Re rinunciò anche a tutti i suoi titoli tedeschi per sé stesso e per tutti i membri della famiglia reale britannica che erano cittadini tedeschi.
In risposta a ciò, Teck rinunciò, attraverso una Royal Warrant da parte del Re, datata 14 luglio 1917, al suo titolo di Duca di Teck nel Regno di Württemberg e alla designazione di Sua Altezza. Adolphus, insieme con suo fratello, il Principe Alexander di Teck, adottò il cognome Cambridge, in onore del loro nonno, il principe Adolfo, Duca di Cambridge.
Fu successivamente creato Marchese di Cambridge, Conte di Eltham, e Visconte Northallerton tutti fra i pari del Regno Unito. Suo figlio maggiore assunse il titolo di Conte di Eltham come titolo di cortesia. I suoi figli minori diventarono Lord/Lady (Nome di Battesimo) Cambridge.
Di Vera Bate Lombardi, la musa di Coco Chanel, e rappresentante per le pubbliche relazioni, si vociferava fosse la figlia illegittima di Adolfo.
Lord Cambridge stabilì la sua dimora nello Shropshire e dopo la prima guerra mondiale a Shotton Hall nei pressi di Shrewsbury. Fu attivo nella vita sociale nella contea, di cui divenne un giudice di pace nel 1921, Deputy Lieutenant nel 1923, e Treasurer of the Royal Salop Infirmary a Shrewsbury nel 1925. Ospitò le visite di sua sorella nella contea, di cui l'ultima della sua vita fu una visita pubblica a Shrewsbury e altri luoghi dello Shropshire nell'agosto 1927.
Durante questo periodo Lord Cambridge fu considerato come possibile candidato per l'allora vacante trono d'Ungheria. Declinò l'invito, dopo aver considerato l'idea con un certo divertimento osservando "Non credete che sarei un Re di bell'aspetto?"

## Morte
Lord Cambridge morì dopo un intervento chirurgico intestinale nell'ottobre del 1927 in una casa di cura di Shrewsbury, mentre si preparava per un'altra visita pubblica reale per la città (che fu di conseguenza cancellata) da parte di suo nipote, il Principe di Galles (poi re Edoardo VIII del Regno Unito). Fu prima sepolto nella Saint George's Chapel e in seguito traslato nel cimitero di Royal Burial Ground a Frogmore House. Suo figlio maggiore, il Conte di Eltham, gli succedette come Marchese di Cambridge.

## Ascendenza
|                                                 |                             |                                                   | Genitori                                             |  |  | Nonni |  |  | Bisnonni                     |  |  | Trisnonni                          |  |
|                                                 |                             |                                                   |                                                      |  |  |       |  |  | duca Ludovico di Württemberg |  |  | Federico II Eugenio di Württemberg |  |
|                                                 |                             |                                                   |                                                      |  |  |       |  |  | duca Ludovico di Württemberg |  |  | Federico II Eugenio di Württemberg |  |
|                                                 |                             | margravia Federica Dorotea di Brandeburgo-Schwedt |                                                      |  |  |       |  |  | duca Ludovico di Württemberg |  |  |                                    |  |
| duca Alessandro di Württemberg                  |                             |                                                   |                                                      |  |  |       |  |  | duca Ludovico di Württemberg |  |  |                                    |  |
|                                                 |                             | principessa Enrichetta di Nassau-Weilburg         | Carlo Cristiano, duca di Nassau-Weilburg             |  |  |       |  |  |                              |  |  |                                    |  |
|                                                 |                             | principessa Enrichetta di Nassau-Weilburg         | Carlo Cristiano, duca di Nassau-Weilburg             |  |  |       |  |  |                              |  |  |                                    |  |
|                                                 |                             | principessa Enrichetta di Nassau-Weilburg         | principessa Carolina d'Orange-Nassau                 |  |  |       |  |  |                              |  |  |                                    |  |
| principe Francesco, duca di Teck                |                             | principessa Enrichetta di Nassau-Weilburg         |                                                      |  |  |       |  |  |                              |  |  |                                    |  |
|                                                 |                             | László, conte Rhédey de Kis-Rhéde                 | Mihály, conte Rhédey de Kis-Rhéde                    |  |  |       |  |  |                              |  |  |                                    |  |
|                                                 |                             | László, conte Rhédey de Kis-Rhéde                 | Mihály, conte Rhédey de Kis-Rhéde                    |  |  |       |  |  |                              |  |  |                                    |  |
|                                                 |                             | László, conte Rhédey de Kis-Rhéde                 | baronessa Terézia Bánffy de Losoncz                  |  |  |       |  |  |                              |  |  |                                    |  |
| contessa Claudine Rhédey von Kis-Rhéde          |                             | László, conte Rhédey de Kis-Rhéde                 |                                                      |  |  |       |  |  |                              |  |  |                                    |  |
|                                                 |                             | baronessa Agnes Inczédy de Nagy-Várad             | Gregor, barone Inczédy de Nágy-Várad                 |  |  |       |  |  |                              |  |  |                                    |  |
|                                                 |                             | baronessa Agnes Inczédy de Nagy-Várad             | Gregor, barone Inczédy de Nágy-Várad                 |  |  |       |  |  |                              |  |  |                                    |  |
|                                                 |                             | baronessa Agnes Inczédy de Nagy-Várad             | Karolina Barcsay de Nagy-Barcsa                      |  |  |       |  |  |                              |  |  |                                    |  |
| Adolfo Cambridge, I marchese di Cambridge       |                             | baronessa Agnes Inczédy de Nagy-Várad             |                                                      |  |  |       |  |  |                              |  |  |                                    |  |
|                                                 | Giorgio III del Regno Unito | Federico, principe del Galles                     |                                                      |  |  |       |  |  |                              |  |  |                                    |  |
|                                                 | Giorgio III del Regno Unito | Federico, principe del Galles                     |                                                      |  |  |       |  |  |                              |  |  |                                    |  |
|                                                 | Giorgio III del Regno Unito | principessa Augusta di Sassonia-Gotha-Altenburg   |                                                      |  |  |       |  |  |                              |  |  |                                    |  |
| principe Adolfo, duca di Cambridge              | Giorgio III del Regno Unito |                                                   |                                                      |  |  |       |  |  |                              |  |  |                                    |  |
|                                                 |                             | principessa Carlotta di Meclemburgo-Strelitz      | duca Carlo Ludovico Federico di Meclemburgo-Strelitz |  |  |       |  |  |                              |  |  |                                    |  |
|                                                 |                             | principessa Carlotta di Meclemburgo-Strelitz      | duca Carlo Ludovico Federico di Meclemburgo-Strelitz |  |  |       |  |  |                              |  |  |                                    |  |
|                                                 |                             | principessa Carlotta di Meclemburgo-Strelitz      | Elisabetta Albertina di Sassonia-Hildburghausen      |  |  |       |  |  |                              |  |  |                                    |  |
| principessa Maria Adelaide di Cambridge         |                             | principessa Carlotta di Meclemburgo-Strelitz      |                                                      |  |  |       |  |  |                              |  |  |                                    |  |
|                                                 |                             | principe Federico d'Assia-Kassel                  | Federico II d'Assia-Kassel                           |  |  |       |  |  |                              |  |  |                                    |  |
|                                                 |                             | principe Federico d'Assia-Kassel                  | Federico II d'Assia-Kassel                           |  |  |       |  |  |                              |  |  |                                    |  |
|                                                 |                             | principe Federico d'Assia-Kassel                  | principessa Maria di Gran Bretagna                   |  |  |       |  |  |                              |  |  |                                    |  |
| principessa e langravia Augusta di Assia-Kassel |                             | principe Federico d'Assia-Kassel                  |                                                      |  |  |       |  |  |                              |  |  |                                    |  |
|                                                 |                             | principessa Carolina di Nassau-Usingen            | Carlo Guglielmo, principe di Nassau-Usingen          |  |  |       |  |  |                              |  |  |                                    |  |
|                                                 |                             | principessa Carolina di Nassau-Usingen            | Carlo Guglielmo, principe di Nassau-Usingen          |  |  |       |  |  |                              |  |  |                                    |  |
|                                                 |                             | principessa Carolina di Nassau-Usingen            | contessa Carolina Felicita di Leiningen-Dagsburg     |  |  |       |  |  |                              |  |  |                                    |  |
|                                                 |                             | principessa Carolina di Nassau-Usingen            |                                                      |  |  |       |  |  |                              |  |  |                                    |  |